# Festival de Aldeburgh
El Festival de Aldeburgh (en inglés: Aldeburgh Festival of Music and the Arts) es un festival inglés de música clásica europea, que se celebra cada año en el mes de junio desde 1948 en Aldeburgh. Es una pequeña localidad pesquera de Suffolk, siendo la principal sala de conciertos Snape Maltings.

## Historia
El festival fue fundado en 1948 por el compositor Benjamin Britten, el cantante Peter Pears y el libretista Eric Crozier. La intención original era proporcionar un hogar para su compañía de ópera, la English Opera Group, pero pronto se amplió para incluir lecturas de poesía, literatura, dramas, conferencias y exposiciones de arte. El primer festival tuvo lugar entre el 5 y el 13 de junio de 1948 y usó el Aldeburgh Jubilee Hall, a sólo unos metros de la casa de Britten en Crabbe Street, como lugar de las actuaciones. Se representaron Albert Herring, por la English Opera Group, y el estreno de la Cantata de San Nicolás.
A lo largo de los años el Festival de Aldeburgh creció y se dieron representaciones en otros lugares, como la iglesia de San Pedro y San Pablo, del siglo XV, o en las localidades cercanas de Orford, Blythburgh y Framlingham. A mediados de 1960, el festival consiguió una sala de conciertos mucho más grande, con la reconversión de Snape Maltings, una de las más grandes cervecerías de cebada del siglo XIX de East Anglia. Se conservaron los rasgos más distintivos del edificio original. La nueva sala de conciertos fue inaugurada por la reina Isabel II el 2 de junio de 1967, al comienzo del 20º Festival de Aldeburgh.
Dos años más tarde, en la noche inaugural del festival de 1969, la sala de conciertos fue destruida por el fuego, quedando sólo las paredes exteriores. Ese año el festival se trasladó a otros lugares cercanos, pero, al siguiente, la sala había sido reconstruida y de nuevo fue inaugurada por la Reina, esta vez al comienzo del festival de 1970.

## El festival hoy en día
El festival es gestionado hoy por Aldeburgh Productions, que también dirige el Programa para Jóvenes Artistas Britten-Pears (anteriormente, la Escuela Britten-Pears para Estudios Musicales Avanzados) y las «Residencias Aldeburgh», un programa que ofrece oportunidades a artistas, tanto del Reino Unido como de otros países.
El festival conserva un carácter único, en su mayor parte debido a su ubicación en la campiña de Suffolk. También sigue enfatizando la presentación de música nueva, nuevas interpretaciones y el redescubrimiento de música olvidada. Ha visto el estreno de varias óperas de Britten, como (A Midsummer Night's Dream en 1960 y Death in Venice en 1973) y también algunas de otros compositores, como Punch and Judy en 1968, de Harrison Birtwistle.
Son directores honoríficos del «Britten–Pears Young Artist Programme», Heather Harper, Donald Mitchell, Murray Perahia y Galina Vishnévskaya.
En 1999 el compositor Thomas Adès, con 28 años de edad, fue nombrado director artístico del festival. 
En el año 2007 se celebra el 60.º Festival de Aldeburgh.